# Alex Schwazer
Alex Schwazer (26 de diciembre de 1984 en Bolzano, Italia) es un atleta italiano especialista en marcha atlética que se proclamó campeón olímpico de los 50 kilómetros marcha en los Juegos de Pekín 2008 batiendo además el récord olímpico con un tiempo de 3h37:09.
Fue campeón de Europa en los 20 kilómetros marcha en Barcelona 2010. Inicialmente había obtenido la medalla de plata al ser 2º, pero el atleta ruso Stanislav Emelianov, ganador de la prueba con un tiempo de 1:20:10, fue descalificado el 28 de julio de 2014 por la IAAF debido a dopaje. Debido a ello las medallas fueron redistribuidas por lo que el resto de atletas ganaron un puesto y Schwazer pasó del 2º puesto al 1º.
Fue medallista de bronce en 50 kilómetros marcha en los campeonatos mundiales de Helsinki 2005 y Osaka 2007.
Desde 2005 hasta 2010 fue entrenado por Sandro Damilano, hermano del Campeón Olímpico de marcha de 20 km Maurizio Damilano y su gemelo Giorgio, en la Escuela del Caminar de Saluzzo. Desde 2010 hasta el 2012 fue entrenado por el campeón Mundial de marcha de 20 km Michele Didoni.
Schwazer dio positivo por EPO en un control, poco antes de los Juegos Olímpicos de Londres 2012, poniendo así punto final a su carrera.

## Resultados
| Representando Italia | Representando Italia      | Representando Italia | Representando Italia | Representando Italia |
| Año                  | Competición               | Lugar                | Resultado            | Distancia            |
| -------------------- | ------------------------- | -------------------- | -------------------- | -------------------- |
| 2005                 | Campeonato del Mundo      | Helsinki, Finlandia  | 3º (3h:41:54)        | 50 km                |
| 2007                 | Campeonato del Mundo      | Osaka, Japón         | 9º (1h:24:39)        | 20 km                |
| 2007                 | Campeonato del Mundo      | Osaka, Japón         | 3º (3h:44:38)        | 50 km                |
| 2008                 | Copa del Mundo            | Cheboksary, Rusia    | 3º (3h:37:04)        | 50 km                |
| 2008                 | Juegos Olímpicos de Pekín | Pekín, China         | 1º (3h:37:09)        | 50 km                |
| 2010                 | Campeonato Europeo        | Barcelona, España    | 1º (1h:20:38)        | 20 km                |